# NGC 7429
NGC 7429 ist ein offener Sternhaufen im Sternbild Kepheus. 
Er wurde am 29. September 1829 von John Herschel entdeckt.